# Sergej Tichonov
Sergej Tichonov (* 3. ledna 1982) je bývalý ruský sportovní šermíř, který se specializoval na šerm fleretem. Rusko reprezentoval krátce od roku 2005. V roce 2005 obsadil druhé místo na mistrovství Evropy v soutěži jednotlivců. S ruským družstvem fleretistů vybojoval na mistrovství Evropy v roce 2005 druhé a v roce 2006 třetí místo.